# Henry Klein
John Andrew Henry Klein (geboren als Johann Andreas Heinrich Klein 1842 in Bayern; gestorben am 23. Juni 1913 in London) war ein britischer Freimaurer und Okkultist deutscher Herkunft, Verleger von Musikalien und Fabrikant von musikalischen Geräten. Zusammen mit Theodor Reuß und Franz Hartmann etablierte er die esoterische Freimaurerei im Deutschen Reich und war er ein Mitbegründer des Ordo Templi Orientis (O.T.O.).

## Leben
Klein emigrierte 1862 nach London, wo er 1867 naturalisiert wurde. Er betrieb zunächst einen Musikalienhandel, war ab 1885 Impresario von Künstlern wie den Pianisten Arthur Friedheim und Anna Grosser und verlegte sich später aber auf die Herstellung bzw. den Import von musikalischen Geräten, insbesondere Polyphonen und Phonographen, mit Fabrikationsstätten von Henry Klein & Co. in London und Leipzig.
Er wurde 1865 in die Salisbury Lodge No. 435 aufgenommen und war später Mitglied der deutschsprachigen Londoner Pilgerloge, wo er 1872/1873 als Zeremonienmeister wirkte. Am 24. September 1902 erteilte John Yarker an Reuß, Hartmann und Klein ein Patent für das Deutsche Reich, dort den von Yarker begründeten Memphis-Misraïm-Ritus zu etablieren. Am 24. Juni 1905 gab Yarker die Bewilligung, die Grade vom ersten bis 33°, 90° und 95° zu bearbeiten. Auf dieser Basis sollte ein Souveränes Sanktuarium in Berlin installiert werden, wobei Klein als Grand Keeper of the Golden Book fungierte. Die Memphis-Misraïm-Loge war als äußerer Orden für die Geheimgesellschaft des Ordo Templi Orientis gedacht. Klein erscheint in der Folge als Unterzeichner auf zahlreichen Chartas und wird in der Oriflamme, dem Organ des O.T.O., 1912 als dessen Mitbegründer gefeiert.